# Karl August Rüdiger
Karl August Rüdiger (auch Ruediger; * 2. Januar 1793 in Ichstedt; † 2. Februar 1869 in Dresden) war ein deutscher Klassischer Philologe und Lehrer.

## Leben
Karl August Rüdiger wuchs im Haus seines Onkels in Naumburg auf. Dort besuchte er von 1802 bis 1811 das Domgymnasium, wobei er insbesondere durch August Gotthilf Gernhard gefördert wurde. Er ging nach Abschluss der Schule an die Universität Leipzig. Dort studierte er evangelische Theologie und im Lauf des Studiums, von Christian Daniel Beck und Gottfried Hermann motiviert, Klassische Philologie. 1815 bestand er das Kandidatenexamen. Anschließend wurde er unter Karl David Ilgen Collaborator an der Landesschule Pforta. Am 1. März 1816 wurde er an der Leipziger Universität zum Dr. phil. promoviert.
Rüdiger ging 1817 als Konrektor an das städtische Gymnasium in Freiberg. Dort war August Gotthilf Gernhard Schulleiter. Als dieser 1820 nach Weimar berufen wurde, wählte der Stadtrat von Freiberg Rüdiger zum Rektor des Freiberger Gymnasiums. Rüdiger lehnte mehrere Rufe ab und blieb am Gymnasium in Freiberg, engagierte sich im Sächsischen Altertumsverein und für die Umgestaltung der Gymnasien im Erzgebirge 1830 und 1833. Im Herbst 1841 zeigte sich bei ihm Überanstrengung. Aufgrund des Leidens wurde er 1842 in die Heilanstalt Colditz eingewiesen und Ende 1842 emeritiert. Nach seiner Entlassung lebte er in Dresden, wo er als Privatgelehrter wirkte und Einzelunterricht erteilte.
Rüdiger wurde im Juni 1849 Oberlehrer am Gymnasium in Zwickau. Hier wirkte er bis zu seiner Versetzung in den Ruhestand 1858. Im Ruhestand stand er im regen Austausch mit seinen Jugendfreunden Karl Friedrich August Nobbe, Philipp Wagner und Ernst Friedrich Poppo. Auch im Ruhestand brach noch mehrmals seine Nervenkrankheit aus, von der er sich ab 1867 nicht erholte.
Rüdiger war zeitweilig Herausgeber der Zeitschriften Archiv für Philologie und Pädagogik, Kritische Bibliothek für Schul- und Unterrichtswesen sowie 1832 und 1833 Der Lichtfreund, eine Kirchen- und Schulzeitung für das Königreich Sachsen.

## Veröffentlichungen (Auswahl)
- Philippica prima. Weidmann, Leipzig 1818 (Digitalisat der Ausgabe von 1829).
- De Quintiliano paedagogo Prolusio. Gerlach, Freiberg 1820 (Digitalisat).
- Demosthenis Philippica secunda de Chersoneso et Philippica tertia. Weidmann, Leipzig 1833 (Digitalisat).
- Lectionum Demosthenicarum specimen. Meinhold, Freiberg 1836 (Digitalisat).
- Demosthenis Orationes pro Megalopolitis et pro Rhodiorum libertate. Edelmann, Leipzig 1865 (Digitalisat).